# Ткаченко Сергій Вікторович
Сергій Вікторович Ткаченко (* 10 лютого 1979, Одеса) — український футболіст, колишній півзахисник донецького «Металурга», виступав за національну збірну України.

## Клубна кар'єра
Вихованець одеського футболу, професійні виступи розпочав 1996 року у складі команди СК «Одеса», що грала у першій лізі чемпіонату України. По результатах сезону 1996—1997 команда залишила першу лігу, однак молодого півзахисника помітили і наступний сезон він розпочав у головній одеській команді — «Чорноморці», що виступав у вищій лізі. Дебютним в елітному дивізіоні української першості для гравця став матч проти львівських «Карпат» 19 липня 1997 року (перемога 1:0).
Сезон 1998—1999 проводить разом з «Чорноморцем» у першій лізі, команда виборює право повернутися до вищої ліги, однак по його завершенні Ткаченко переходить до київського ЦСКА. Відігравши за ЦСКА (з 2001 — «Арсенал» Київ) два з половиною сезони, у червні 2003 року переходить до донецького «Металурга», у складі якого проводить найкращі роки футбольної кар'єри. Стабільно виходить на поле в основному складі команди, здобуває досвід виступів в єврокубках.
Гра Ткаченка привертає увагу тренерів донецького «Шахтаря» і влітку 2006 року гравець укладає контракт з цим клубом. Закріпитися в основі «Шахтаря» не вдається і, взявши участь лише в п'яти матчах головної команди клубу, весняну частину сезону 2006—2007 Ткаченко проводить на правах оренди в «Чорноморці». По завершенні оренди повертається до «Шахтаря», однак знову має проблеми з потраплянням до основного складу. Врешті-решт на початку 2008 року гравець повертається до донецького «Металурга». У червні 2010 року виставлений «Металургом» на трансфер. Новий клуб знайдено не було і гравець наступний сезон провів, граючи за команду дублерів донецького клубу.

## Виступи за збірну
Викликався до національної збірної України, у складі якої дебютував 20 серпня 2003 року у товариській грі проти збірної Румунії (поразка 0:2).
Усього протягом 2003—2006 років у формі збірної України провів 4 матчі, з них 3 — товариські.

## Досягнення
- Срібний призер чемпіонату України 2006—2007 (у складі «Шахтаря»);
- Бронзовий призер чемпіонату України 2004—2005 (у складі «Металурга»);